# Lanskeri (ö i Egentliga Finland, lat 60,50, long 21,22)
Lanskeri är en ö i Finland. Den ligger i Skärgårdshavet och i kommunen Gustavs i landskapet Egentliga Finland, i den sydvästra delen av landet. Ön ligger omkring 58 kilometer väster om Åbo och omkring 210 kilometer väster om Helsingfors.
Öns area är 82,5 hektar och dess största längd är 2,5 kilometer i sydöst-nordvästlig riktning.